# Papers de Manglano
Els Papers de Manglano són una col·lecció de documentació filtrada al diari ABC i anunciada el 3 d'octubre de 2021. Els documents foren analitzats i investigats pels periodistes del mateix diari ABC Juan Fernández-Miranda y Javier Chicote, i consten d'uns set contenidors amb centenars de documents i agendes amb informació d'Emilio Alonso Manglano, antic director del CESID 1981 i 1995 a Espanya. El més destacat són les seves agendes, en les quals anotava detalls de tota la informació que rebia, així com trucades i audiències amb el llavors rei espanyol Juan Carlos I. També hi consten altres temes i qüestions de rellevància estatal com informació sobre ETA, corrupció del Govern socialista d'aquells anys i els intents de derrocar a Felipe González. A més, Manglano també tingué informació molt propera del Ministeri de Defensa, així com d'opinions i reflexions sobre la política estatal, o sobre els avenços en l'àmbit de la intel·ligència espanyola i l'àmbit internacional.
El relat sobre la filtració, anàlisi i investigació dels Papers de Manglano acabaria el 14 d'octubre publicat en un llibre dels mateixos periodistes Juan Fernández-Miranda i Javier Chicote titulat "El jefe de los espías", i que és una biografia del mateix tinent general Manglano, al que Juan i Javier consideraven el "pare de la intel·ligència moderna a Espanya".

## Contingut
La documentació es classificà en:
- Cartes privades: unes 70 epístoles que rebé de diversos personatges, entre els quals s'hi trobarien dones clau de la Transició espanyola.
- Documents militars: Manglano conservà els seus ascensos, informes i lligalls militars.
- Notes personals: Anotacions que feia contínuament Manglano en fulls solts en quaderns que conservà.
- Cartes amb personalitats rellevants internacionalment: Centenars de cartes amb personalitats rellevants, com per exemple correspondència amb el president nord-americà George H. Bush.
- Fotografies amb personatges importants de l'època: Com els Reis d'Espanya i Marroc o amb el president del Govern espanyol Felipe González.
- Arxiu familiar: guardà fotografies i informació rellevant del seu pare, el també militar Luis Alonso de Orduña.
- Assumptes del CESID i l'Exèrcit: 7 classificadors amb contingut centrat en assumptes del CESID i de l'exèrcit.
- Documents confidencials: Entre els quals s'inclouen transcripcions de gravacions realitzades al CESID i també diversos informes confidencials.
- Quaderns: Un total de 21 quaderns en la major part etiquetats amb les inicials "MD", en els quals anotava informació rellevant del seu cap, el ministre de Defensa Narcís Serra.
- Hemeroteca: Manglano guardà retalls de premsa de l'època on se'l mencionava.
- Agendes de 1981 a 1999: És la part més rellevant del seu arxiu, i es tractaria de 19 agendes on quedaven registrades les converses de Manglano amb el Rei o els presidents de govern.

## Revelacions
- En els Papers de Manglano s'explicava que Joan carles I digué a Manglano el maig de 1989 com la monarquia espanyola reuní els fons per finançar els primers anys de "democràcia a Espanya" gràcies a la donació en préstec sense interessos de 36 milions de dòlars per part de Jalid bin Abdulaziz, que regnà a Aràbia Saudita entre 1975 i 1982, i que tenia la intenció de modernitzar l'economia espanyola després de la mort del dictador Francisco Franco.[4] Posteriorment el rei saudita va concedir un crèdit de 50 dòlars (també sense interessos), dels quals 30 quedaren al banc i la resta per invertir, i un crèdit més de fins a 30 milions en les mateixes condicions. Diners que tot i que deien estar destinats a "la Transició" en realitat anaven a parar als comptes corrents d'Adolfo Suárez, en una operació per assegurar que quan aquest deixés la presidència del Govern espanyol tingués assegurat un futur econòmic milionari.[5]
- També s'explicava que Margarita Robles, quan era 'número dos' del Ministeri de l'Interior (entre 1994 i 1996), entregava 60 milions de pessetes anuals dels fons reservats al rei espanyol Joan Carles I. Les entregues es realitzaven en metàl·lic per no deixar rastre, i es feien amb entregues de cinc milions de pessetes mensuals. Aquesta informació seria narrada per Antoni Asunción, qui havia estat succeït per Juan Alberto Belloch i Margarita Robles al capdavant d'Interior el maig de 1994. La conversa entre Manglano i Asunción es gravà i transcriví en un document de 40 pàgines, citant a Robles, que llavors era secretaria d'Estat d'Interior, com la qui duia talons del Banc d'Espanya amb cinc milions de pessetes mensuals per a la Casa Reial amb càrrec a fons reservats. El mètode de pagament era en efectiu per part de Margarita Robles per tal de "no deixar rastre", fet que no sentà bé a la Casa Reial.[6]
- Als primers anys 80, Manglano deixà anotat en un dels quaderns una declaració on mostrava la tensió per la situació d'Espanya en aquells anys. El militar assegurava que en una "reunió d'oficials" s'havia parlat de "formar un comando que executés a Juan Luis Cebrián i a Pedro J. Ramírez", els llavors directors dels diaris El País i Diario 16, dos dels diaris més rellevants sorgits en la Transició. La informació que disposava Manglano era que dins de la cúpula militar existia algun oficial disposat a executar a periodistes.[6][7]
- A les gravacions de Manglano es diu que les cartes i paquets bomba enviats a militants de l'esquerra abertzale el 1989 sortiren dels aparells de l'Estat espanyol, tal com dirien l'exdirector del CESID, Emilio Alonso Manglano, i l'exministre de l'Interior Antoni Asunción. Gravacions que assenyalarien al llavors ministre de l'Interior José Luis Corcuera com a implicat en l'enviament de les cartes i paquets bomba dirigits a militants i simpatitzants d'Herri Batasuna.[8] Una de les quals causà la mort el 20 de setembre de 1989 del carter Antonio Cardosa quan anava entregar una carta a Ildefonso Salazar d'Errenteria.[9]